# Toma Nikiforov
Pour les articles homonymes, voir Toma et Nikiforov.
Toma Nikiforov (né le 25 janvier 1993) est un judoka belge d'origine bulgare.

## Biographie
En 2016, il est médaillé d'argent aux Championnats d'Europe.

 En 2018, il est médaillé d'or aux Championnats d'Europe.

 Il a le statut de militaire et fait partie de la Défense belge qui le supporte comme « élite sportive » de la Défense. Il a le grade de caporal et son unité d'affectation est l'École royale militaire.
En 2021, il obtient la médaille d'or dans la catégorie des moins de 100 kg lors des Championnats d'Europe, en battant en finale le Géorgien Varlam Liparteliani.

## Palmarès
Résultats dans la catégorie des moins de 100 kg, sauf indication contraire. 
2009
- Champion de Belgique des -17 ans (-90 kg)
- Médaillé d'argent aux Championnats d'Europe des -17 ans (-90 kg)
- Médaillé d'or au Festival olympique de la jeunesse européenne (-90 kg)
- Médaillé d'argent aux Championnats du Monde des -17 ans(-90 kg)

2010
- Champion de Belgique des -20 ans
- Médaillé d'argent aux Jeux olympiques de la jeunesse

2011
- Médaillé de bronze aux Championnats d'Europe des -20 ans
- 7e aux Championnats du monde des -20 ans

2012
- Champion de Belgique des -20 ans
- 5e à la Coupe d'Europe de Sarajevo
- Médaillé d'argent aux Championnats d'Europe des -20 ans
- Médaillé d'argent aux Championnats de Belgique

2013
- Médaillé d'argent au Tournoi de Varsovie
- 7e aux Championnats d'Europe
- Médaillé de bronze aux Championnats d'Europe des -21 ans
- Médaillé de bronze aux Championnats du Monde des -21 ans

2014
- Vainqueur du Tournoi World Cup de Prague[1]
- 5e aux Championnats d'Europe
- Vainqueur du Tournoi World Cup de Madrid[2]
- Vainqueur du Tournoi Grand Prix de La Havane[3]
- 9e aux Championnats du monde
- Médaillé d'argent au Tournoi Grand Prix de Tachkent
- Médaillé de bronze au Tournoi Grand Prix de Jeju

2015
- Médaille d'argent au Tournoi World Cup de Rome
- Médaillé de bronze au Masters
- Médaillé de bronze aux Championnats d'Europe
- Médaillé de bronze au Tournoi Grand Chelem de Tioumen
- Médaillé de bronze aux Championnats du monde
- Médaillé de bronze au Tournoi Grand Chelem d'Abu Dhabi

2016
- Médaillé d'argent aux Championnats d'Europe

2017
- Vainqueur du Tournoi Grand Prix de Düsseldorf
- Médaille d'argent au Tournoi Grand Chelem d'Abu Dhabi
- Médaille d'argent aux Championnats du monde Open (toutes catégories)
- Médaille de bronze au Tournoi Grand Chelem de Tokyo

2018
- Médaille d'argent au Tournoi Grand Chelem d'Ekaterinbourg
- Médaillé d'or aux Championnats d'Europe

2019
- Médaille d'argent au Tournoi Grand Prix de Marrakesh
- Médaille de bronze au Tournoi Grand Prix d'Antalya

2021
- Vainqueur du Tournoi Grand Chelem de Tachkent
- Médaille de bronze au Tournoi Grand Chelem de Tbilissi
- Médaillé d'or aux Championnats d'Europe

2022
- Vainqueur du Tournoi Grand Chelem de Paris

2025
- Médaille de bronze au Tournoi Grand Chelem de Paris

|                         | Cat.    | 2012 | 2013 | 2014 | 2015 | 2016 | 2017 | 2018 | 2019 | 2020 | 2021 | 2022 | 2023 | 2024 |
| ----------------------- | ------- | ---- | ---- | ---- | ---- | ---- | ---- | ---- | ---- | ---- | ---- | ---- | ---- | ---- |
| Jeux olympiques         | -100 kg | -    | x    | x    | x    | 9e   | x    | x    | x    | x    | 9e   | x    | x    |      |
| Championnats du monde   | -100 kg | x    | -    | 9e   | 3e   | x    | 7e   | -    | -    | x    | 17e  | 5e   | 17e  | 33e  |
| Championnats d'Europe   | -100 kg | -    | 7e   | 5e   | 3e   | 2e   | 17e  | 1er  | 7e   | 17e  | 1er  | -    | 9e   | 9e   |
| Championnat de Belgique | -100 kg | 2e   | -    | -    | -    | -    | 1er  | -    | -    | x    | x    | -    |      |      |

## Télévision
Il fait une apparition à la télévision sur RTL TVI en mars et avril 2024, dans la troisième saison du jeu Les Traîtres qu'il remporte.